# FIONA
Die Internet-Anwendung FIONA (Flächeninformation und Online-Antrag) ist ein Verfahren zur Beantragung von flächenbezogenen landwirtschaftlichen Fördermitteln im Bundesland Baden-Württemberg. FIONA wird seit 2006 eingesetzt und bestand zunächst aus zwei Komponenten:
- FIONA-GIS ist ein Geoinformationssystem. Dabei werden digitalisierte Luftbilder und Flurkarten online zur Verfügung gestellt. Dies eröffnet landwirtschaftlichen Betrieben in Baden-Württemberg die Möglichkeit, Flächen lagegenau einzusehen und Vermessungen am Bildschirm durchzuführen.

- FIONA-FSV ist ein elektronisches Flurstücksverzeichnis. Damit können landwirtschaftliche Betriebe in Baden-Württemberg den Förderantrag („Gemeinsamer Antrag“) am Computer ausfüllen und übers Netz an das zuständige Landratsamt – Untere Landwirtschaftsbehörde – schicken.

Seit 2012 kann der gesamte sogenannte „Gemeinsame Antrag“ über FIONA gestellt werden. FIONA-GIS und FIONA-FSV wurden um eine elektronische Version des Antragsformulars ergänzt.
FIONA hat das Ziel, landwirtschaftliche Unternehmen und die Verwaltung zu entlasten.
Zugang zu FIONA bekommt man über eine von der Landwirtschaftsverwaltung zur Verfügung gestellte PIN. Eine Demo-Version der Internet-Anwendung ist frei zugänglich.